# 雍雅山

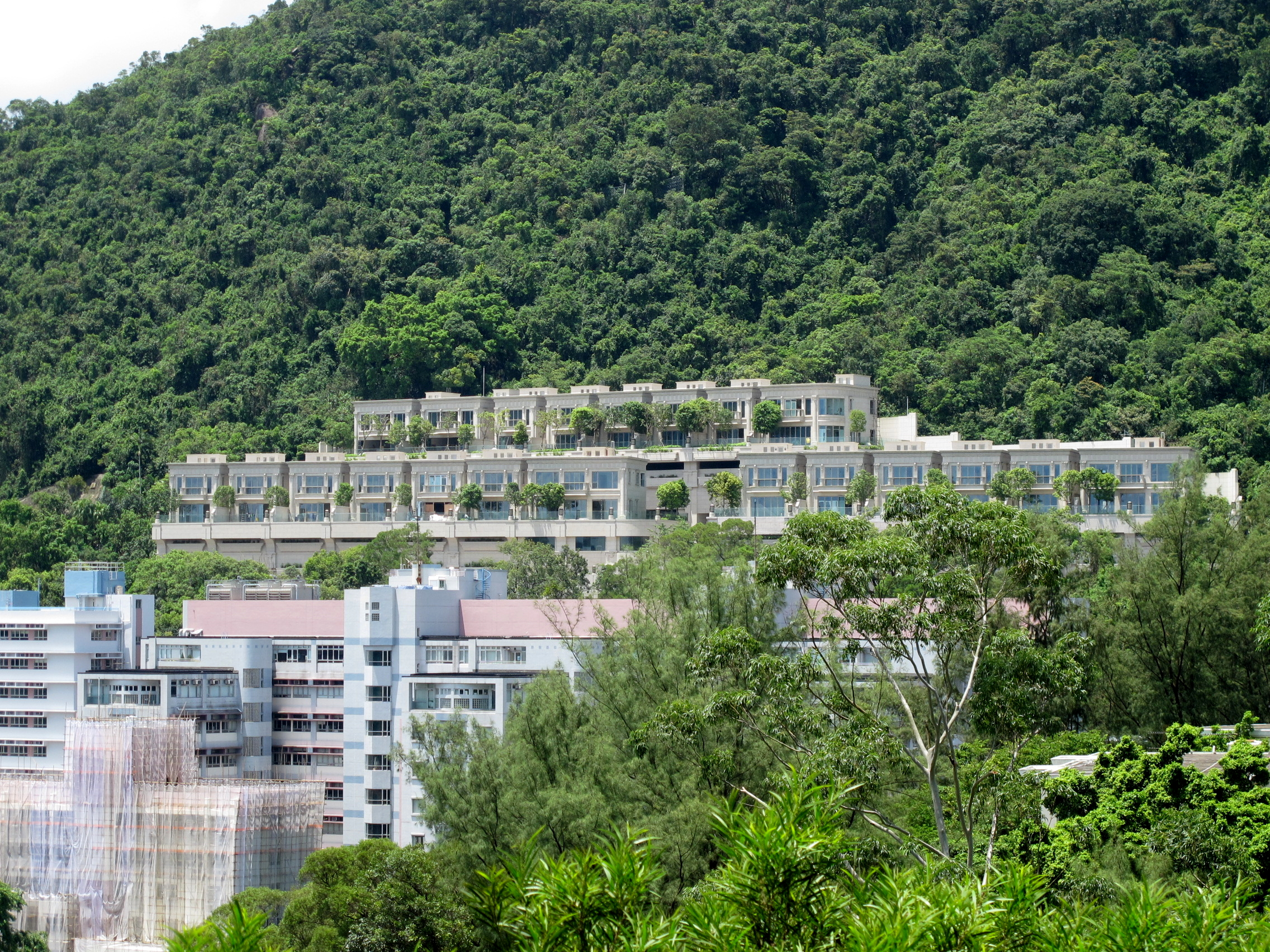
雍雅山

雍雅山（英語：De Yucca）位於香港新界沙田區馬料水，地址為大埔公路馬料水段5678號（香港中文大學崇基學院後方），是一個於2011年落成的私人屋苑（14年樓齡）。
2005年9月，雍雅山房招標易手，最後由投資者羅家寶以3.8億港元投得，項目總投資額達10億元，其中6億元為建築費用，建築成本呎價為8,000元。
雍雅山共有21幢獨立別墅，由3,000至5,000多呎不等，部份洋房連私人泳池，2012年10月開賣，意向呎價為28,000元，入場費約8400萬元。
但由於銷情不如理想，該盤各獨立屋於2013年中進行內部轉讓及租借，基本上一直丟空。2016年，1號屋再以內部轉讓方式售予羅氏家族人士自住。直至2018年，雖然鄰近的新九肚一手豪宅呎價屢創新高（甚至有單位/獨立屋以港島豪宅價格為意向價），但羅氏家族並未考慮再開售此項目。

## 外部連結
- . （原始内容存档于2016-01-11）.